# Prix Fondation d’entreprise Ricard
Der Prix Ricard S.A. wurde 1999 gegründet und änderte 2006 seinen Namen in Prix Fondation d'Entreprise Ricard. Der Preis wird jedes Jahr während der Pariser Kunstmesse Foire internationale d’art contemporain (FIAC) von einem Komitee aus Kunstpersönlichkeiten, Künstlern, Kuratoren und Sammlern an einen Künstler unter vierzig Jahren verliehen, der an einer Gruppenausstellung in deren Veranstaltungsort teilnimmt. Der Preis besteht darin, Kunstwerke im Wert von etwa 15.000 Euro vom Gewinner zu erwerben und sie dem Musée National d’Art Moderne (Centre Pompidou) zu übergeben, um Teil ihrer ständigen Sammlung zu werden.

## Frühere Empfänger
- Didier Marcel (1999)
- Natacha Lesueur (2000)
- Tatiana Trouvé (2001)
- Boris Achour (2002)
- Matthieu Laurette (2003)
- Mircea Cantor (2004)
- Loris Gréaud (2005)
- Vincent Lamouroux (2006)
- Christophe Berdaguer & Marie Péjus (2008)
- Raphaël Zarka (2008)
- Ida Tursic & Wilfried Mille (2009)[2]
- Isabelle Cornaro & Benoît Maire (2010)
- Adrien Missika (2011)[3]
- Katinka Bock (2012)
- Lili Reynaud-Dewar (2013)
- Camille Blatrix (2014)
- Pugnaire & Raffini (2015)
- Clément Cogitore (2016)
- Caroline Mesquita (2017)
- Liv Schulman (2018)[4][5]
- Marcos Avila Forero (2019)
- Boris Kurdi (2020–2021)
- Elsa Werth (2022)[6][7]